# Pattendorf (Rottenburg an der Laaber)

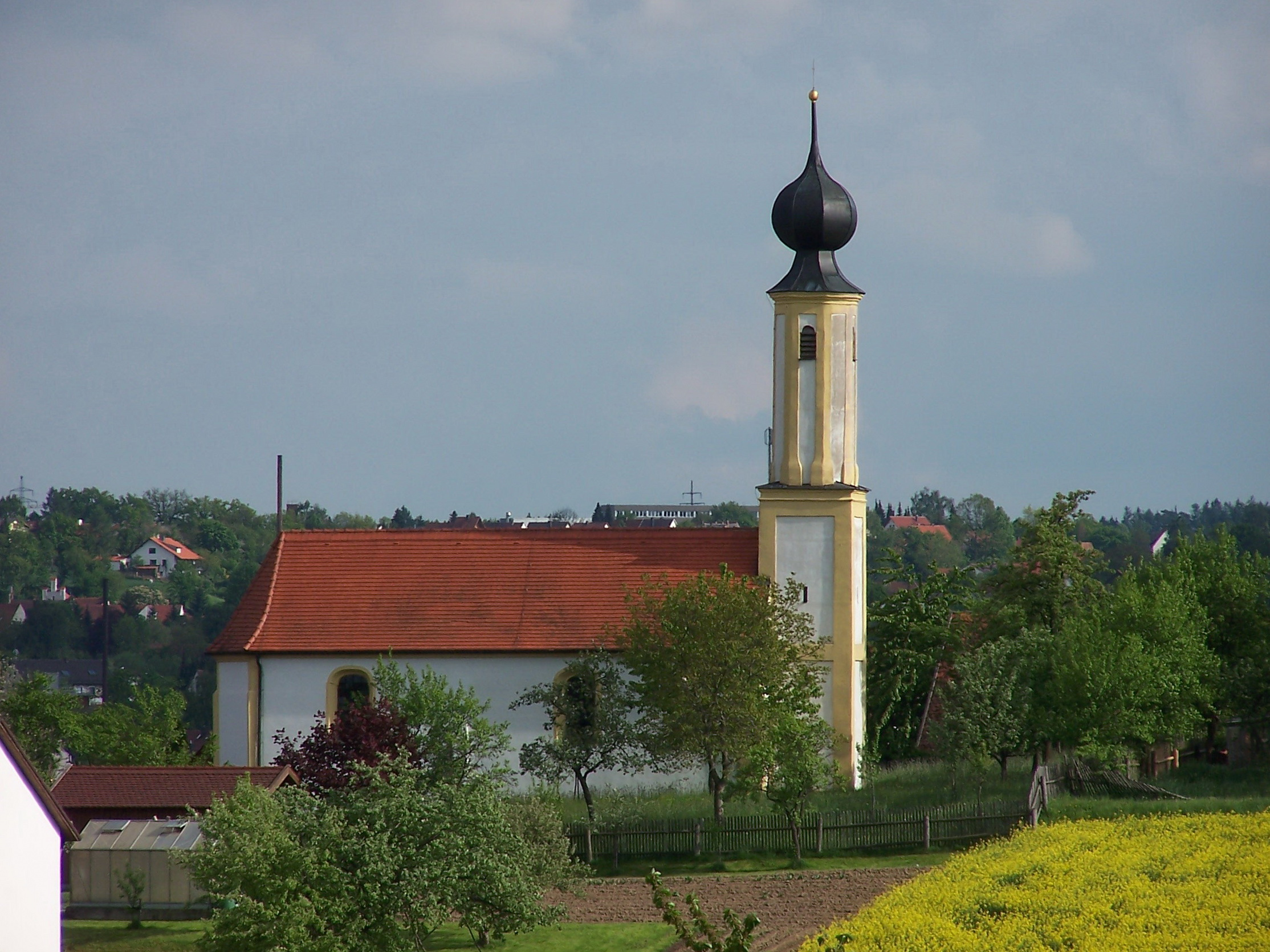
Die Kuratbenefiziumskirche St. Walburga

Pattendorf ist ein Gemeindeteil der Stadt Rottenburg an der Laaber im niederbayerischen Landkreis Landshut. Bis 1978 bildete es eine selbstständige Gemeinde.

## Lage
Das Kirchdorf Pattendorf liegt im Tal der Großen Laber etwa zwei Kilometer nordwestlich der Stadt Rottenburg. Der Ort wird von der Staatsstraße 2143 durchzogen, die von Landshut über Rottenburg und Langquaid bis zur Bundesautobahn 93 bei Bad Abbach führt.

## Geschichte
In Pattendorf begegnet bereits im 12. Jahrhundert ein Ebran von Pattendorf. 1401 gelangte der vom Hochstift Regensburg lehenbare Zehent der Hofmark Pattendorf von Hans Gehwolf zu Greysbach an die Schwester des Ulrich Ebran. Im Jahre 1406 kam Pattendorf an Ulrich Regelsdorfer, der es 1408 an die Herren Jobst und Georg zu Abensberg verkaufte. Dieser verkaufte die Hofmark, Taferne und den Bau zu Pattendorf nebst anderen Gütern 1411 an Ulrich Ebron von Wildenberg weiter.
Hans Ebron stiftete 1493 im Ort ein Spital zur Hilfe von armen, bedürftigen Menschen, das bis heute besteht. Von 1998 bis 2000 wurde es zu einem modernen Alten- und Pflegeheim umgebaut. 1610 erscheint Pattendorf als geschlossene Hofmark mit Spital und Burgstall.
Die Gemeinde Pattendorf wurde durch das bayerische Gemeindeedikt 1818 gegründet. Die Gemeinde umfasste neben Pattendorf die Orte Gisseltshausen, Marktstauden, Preckmühle (Brechmühle), Schaltdorf und Schleifmühle. Die Gemeinde Pattendorf im Landkreis Rottenburg an der Laaber wurde am 1. Juli 1972 um Teile der aufgelösten Gemeinde Wolferthau vergrößert, ging dann aber im Zuge der Gebietsreform in Bayern am 1. Mai 1978 in der Stadt Rottenburg an der Laaber auf.

## Sehenswürdigkeiten
- Spitalkirche St. Josef. Der neuromanische Bau von 1886 ersetzte eine Vorgängerkirche, die erst 1784 erbaut worden war. Der neubarocke Hochaltar enthält die Holzfiguren St. Sebastian und St. Rochus, die der Landshuter Bildhauer Christian Jorhan dem Älteren 1784 schuf. Die Chorfresken der vier Evangelisten wurden 1947 von dem Kunstmaler des Neubarock Josef Wittmann gemalt. Die Entwürfe dazu befinden sich im Diözesanmuseum Regensburg, wo sich sein Nachlass an Entwürfen zur kirchlichen Malerei befindet. 1945 rief Wolfgang Prechtl aus Dank, dass Pattendorf und Umgebung von Zerstörungen im Zweiten Weltkrieg verschont blieben, die Pattendorfer Gottestracht ins Leben.
- Nebenkirche St. Walburga. Die Saalkirche stammt im Kern aus der zweiten Hälfte des 13. Jahrhunderts, der Chor wurde Ende des 15. Jahrhunderts erbaut. Mitte des 18. Jahrhunderts erfolgte die Barockisierung durch Johann Georg Hirschstötter. Der barocke Hochaltar von 1708 enthält zwei spätgotische Holzfiguren aus der Zeit um 1480.

## Einrichtungen
- Alten- und Pflegeheim der Spitalstiftung Pattendorf
- Hauptsitz des kommunalen Wasserzweckverbands „Rottenburger Gruppe“ (für insgesamt 16 Gemeinden in den Landkreisen Landshut, Kelheim und Regensburg)[2]

## Vereine
- Freiwillige Feuerwehr Pattendorf
- SV Pattendorf 1949 e.V. Er wurde am 20. März 1949 in der Brauerei Neumayer in Pattendorf gegründet. Die Sportanlage des SV Pattendorf besteht seit 1990.